# گانگستر
گانگستر یا گَنگِستِر (به انگلیسی: Gangster) همچنین شناخته شده با نام موبستر (به انگلیسی: Mobster)، به یک خلافکار عضو یک باند خلافکاران گفته می‌شود. اصطلاح گانگستر بیشتر در کشور آمریکا وجود داشت و به تبهکاران آمریکا گفته می‌شد، اما به تدریج واژه گانگستر به یک اصطلاح عمومی برای توصیف یک تبهکار تبدیل شد.

## تفاوت گانگسترها و مجرمین معمولی
باندهای تبهکاری بسیار برنامه‌ریزی شده و دارای امکانات بسیاری هستند. به همین خاطر معامله‌ها و ارتکاب جرایم گانگسترها پیچیده‌تر و گسترده‌تر از جرائم فردی می‌باشد. واژه گانگستر در حال حاضر تنها برای اعضای باندهای خیابانی بکارمی‌رود.

## افراد مشهور و بدنام
گانگسترها در کشورهای مختلف برای سالیان سال فعال بودند. مافیای سیسیلی، مافیای روسی، مافیای آلبانی، یاکوزاها در ژاپن، تریادها در چین جز شناخته شده‌ترین گانگسترهای غیر آمریکایی هستند. در این میان بعضی از گانگسترها مخصوصاً آل کاپون به شهرت جهانی نیز دست یافتند.

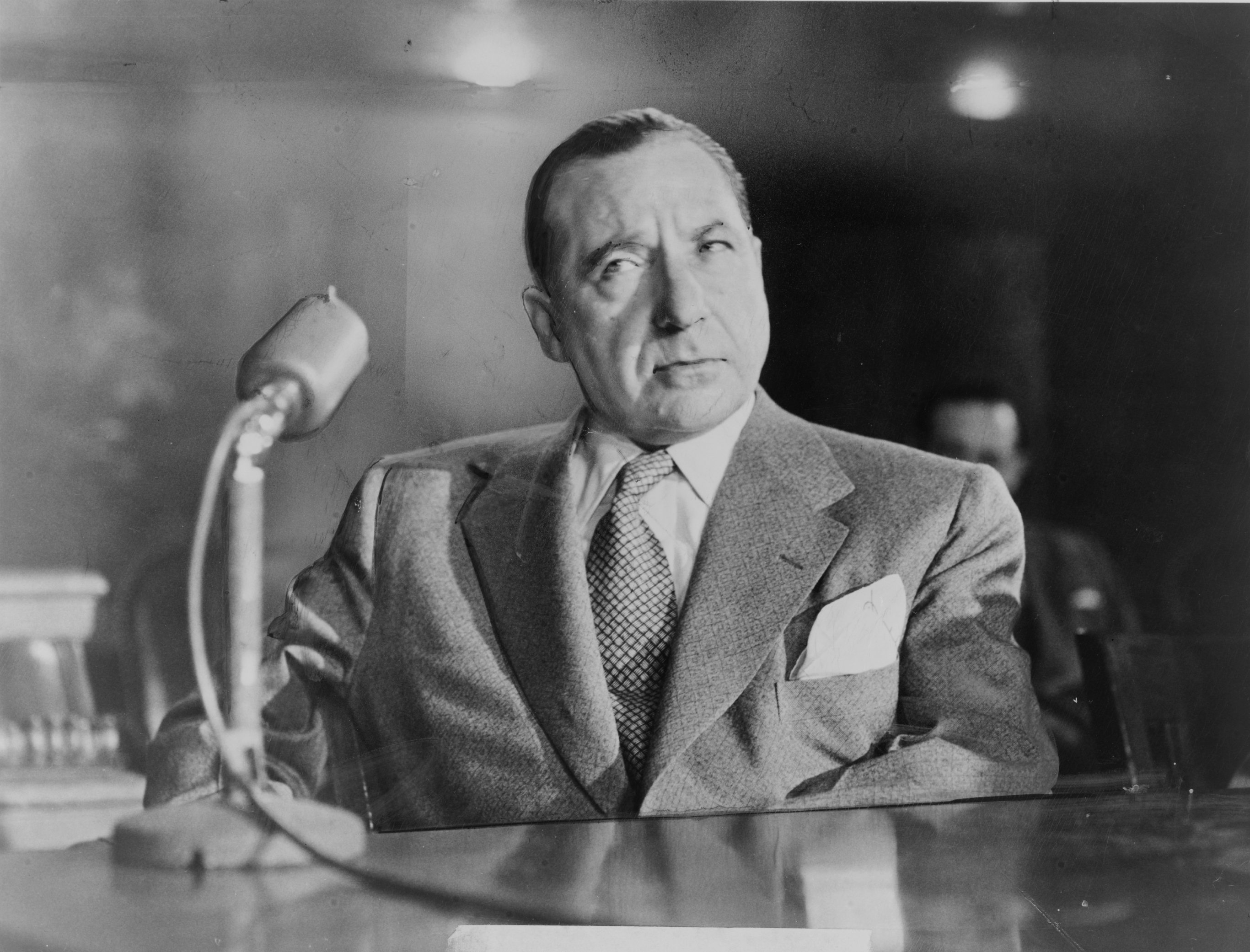
فرانک کاستلو
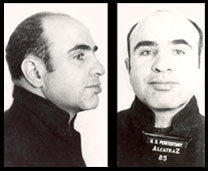
آل کاپون درآلکاتراز
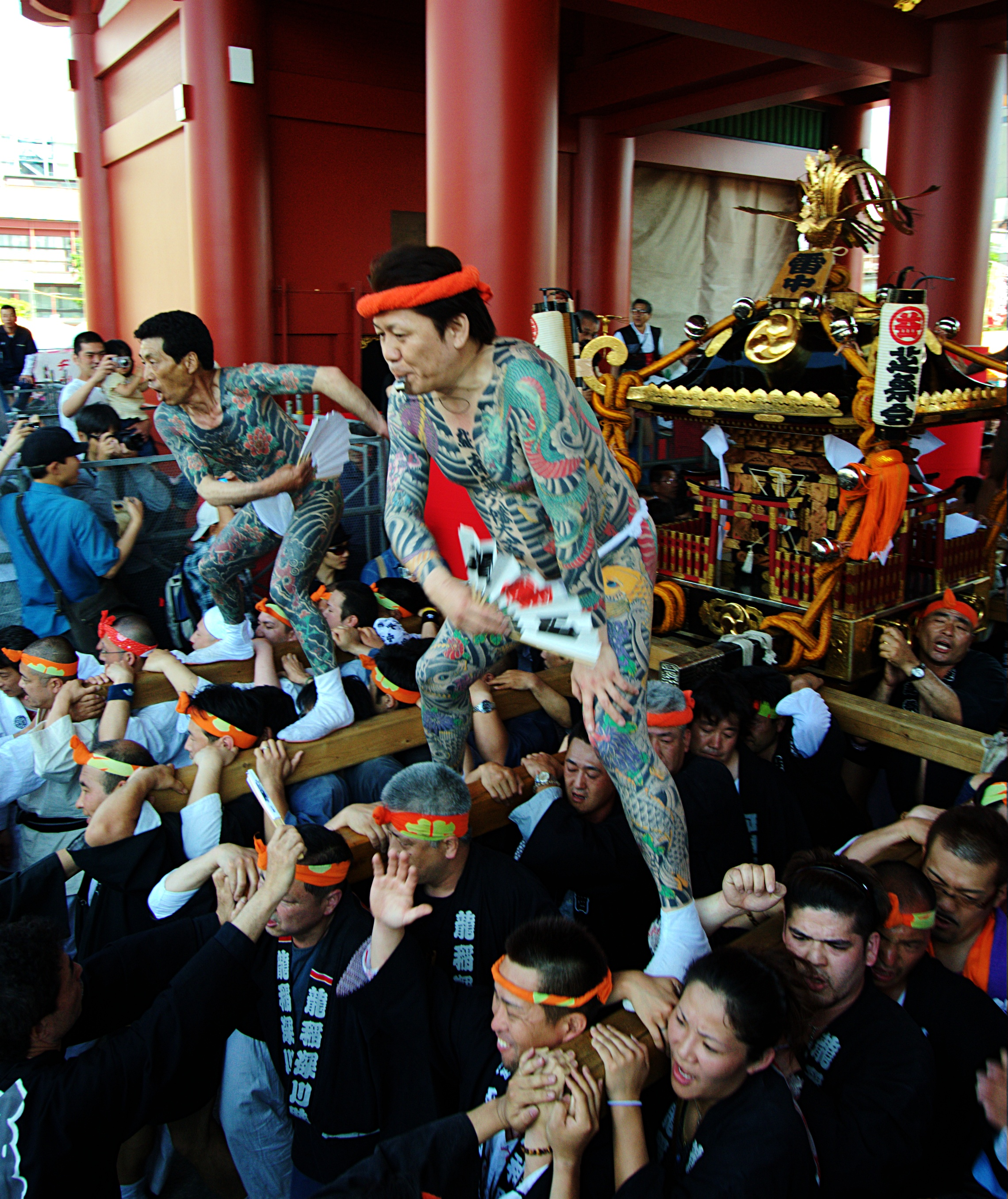
یاکوزاها در ژاپن
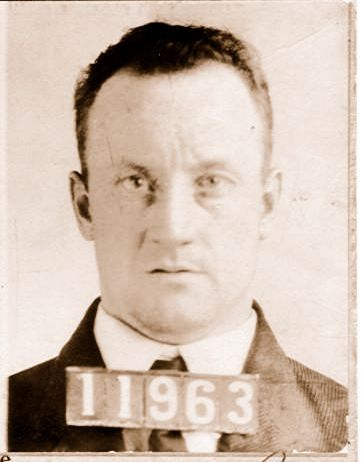
جان همیلتون همدست جان دیلینگر
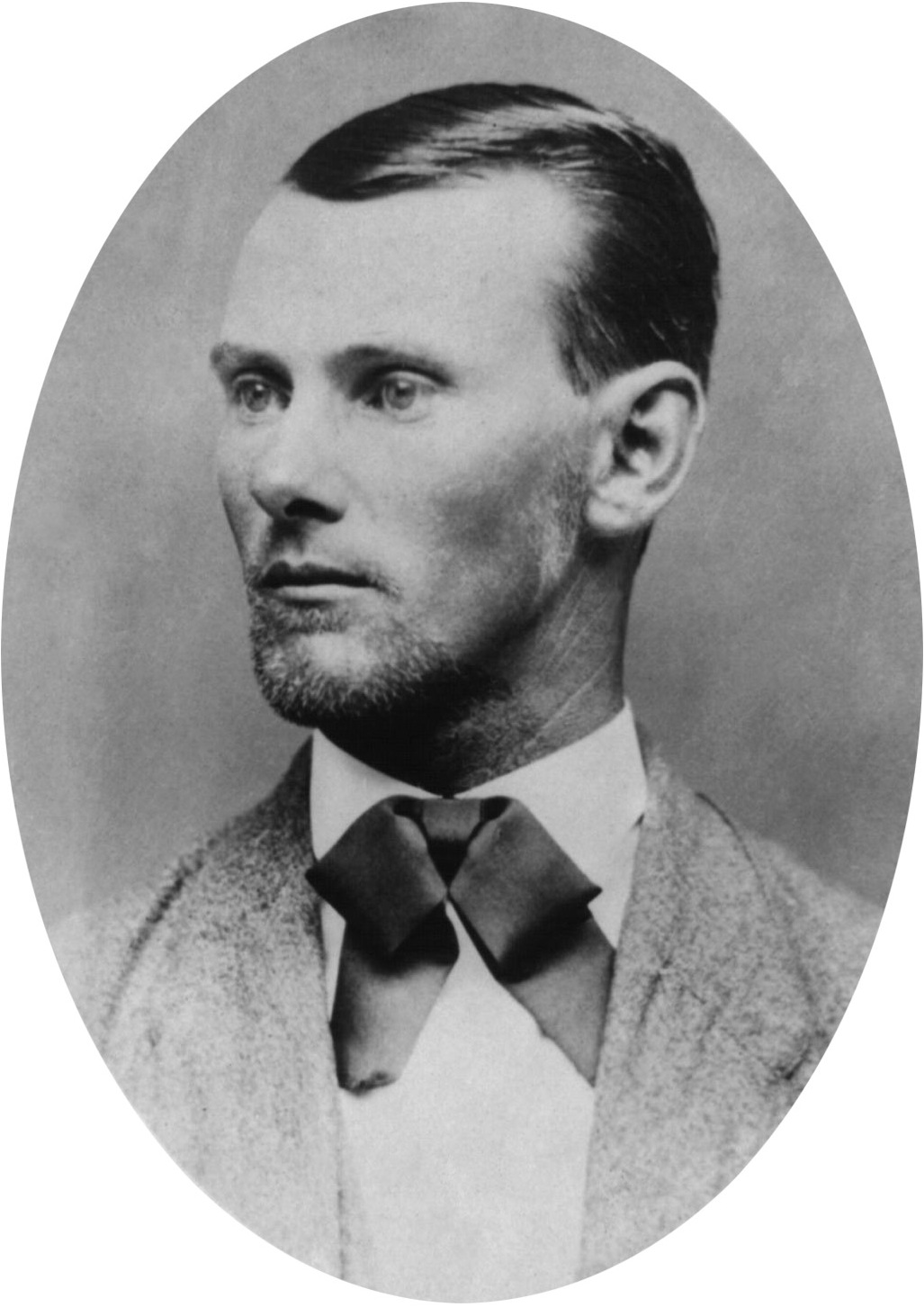
جسی جیمز
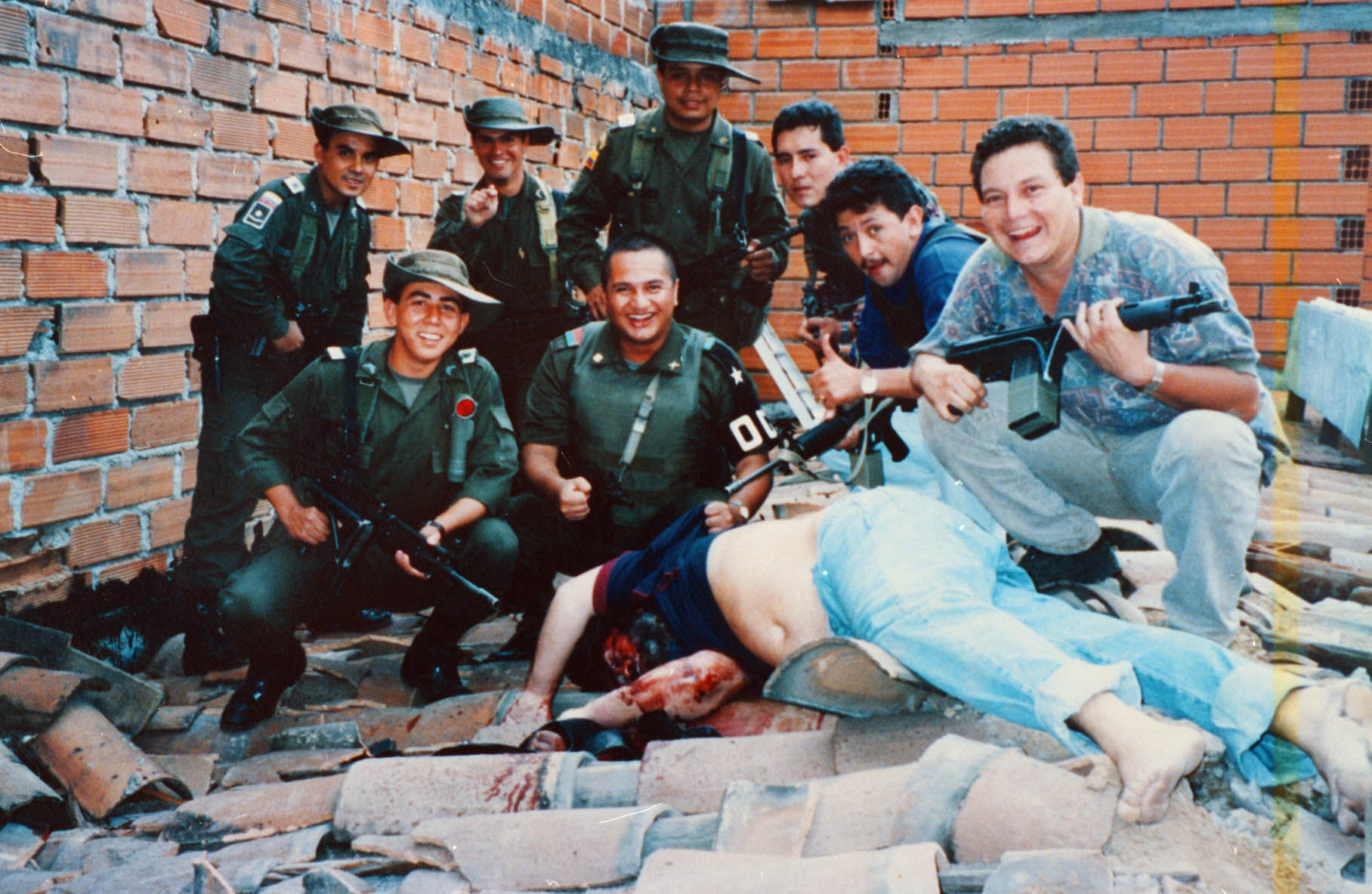
مرگ پابلو اسکوبار ۱۹۹۳
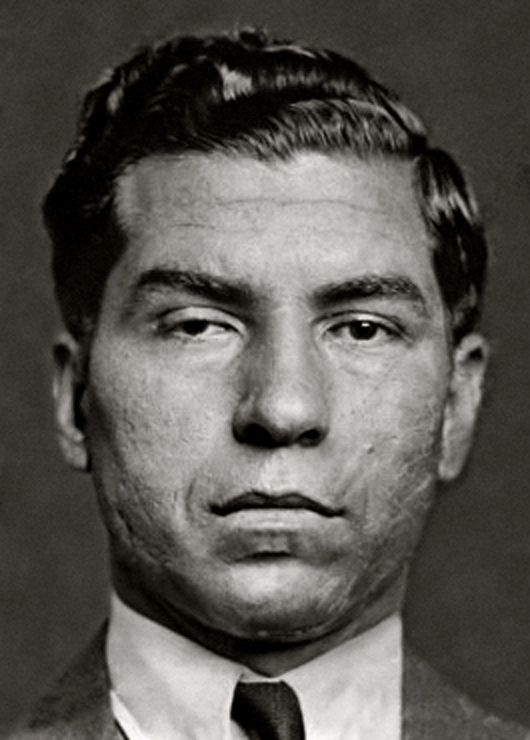
لوچیانوی خوش‌شانس
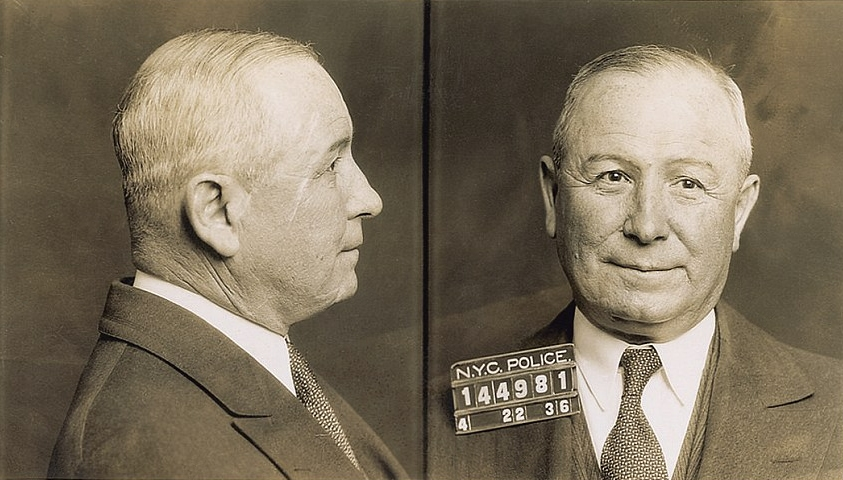
جانی توریو

## باندها
در مورد باندهای تبهکار بسیار نوشته شده اما با این وجود هیچگونه اجماعی برای تشریح اینکه چگونه و در چه وضعیتی یک باند به‌وجود آمده و رشد می‌نماید وجود ندارد اما چیزی که مشخص است اینست که اعضای یک باند دارای حس تعلق به باند خود دارند و این حس معمولاً با تقسیم کارها بین اعضا و شناسایی ظاهری اعضای باند (از راه پوشش‌های مخصوص - خالکوبی مخصوص و حلقه یا انگشترهای مخصوص هر باند) تقویت می‌شود.

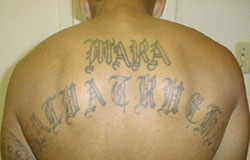
یک عضو باند مارا سالواتروچا و خالکوبی عضویت

اما با این حال مفاهیم این چنینی نیز برای توصیف رابطه یک گانگستر و باند تبهکاری گاهی درست نیستند. برای مثال در مورد ظاهر باندهای موادمخدر ایالات متحده آمریکا و  کنترل آن‌ها توسط باندهای تبهکاری تردیدهایی وجود دارد.

یک باند تبهکار می‌تواند متشکل از گروه‌های کوچک افرادی نیز باشد که با هم در انجام یک جرم با هم همکاری می‌کنند؛ و گاهی باندهایی با مرکزیت رهبر باند گانگسترها را هدایت و کنترل می‌نمایند که در گروه آخر با از بین رفتن هسته مرکزی باند آن باند نیز متلاشی می‌شود. برای مثال باند تبهکاری جسی جیمز که با مرگ رهبر باند در سال ۱۸۸۲ ازبین رفت.

اما یک باند ممکن است گسترده‌تر از گروهی باشد که با مرگ رئیس یا رهبر باند ازبین برود. مثلاً سندیکای شیکاگو که توسط آل کاپون پایه‌گذاری شد پس از زندانی شدن و مرگ رهبر گروه همچنان تا قرن ۲۱ وجود داشت.

یک باند تبهکاری سازمان یافته همچون مافیا، تریاد و حتی باندهای یاغیان موتورسوار می‌توانند معاملاتی انجام دهند که بسیار فراتر از توان یک مجرم به تنهایی است. آنها به موازات یک حکومت قانونی به ارائه خدماتی مانند رفع اختلاف و عقد قرارداد معمولاً اجباری می‌پردازند.
در تعریف اصطلاح جرایم سازمان یافته باندهای تبهکار و گانگستر با هم در ارتباط هستند اما مترادف هم قرار نمی‌گیرند. باندهای خیابانی نیز به عنوان باند تبهکار شناخته می‌شوند اما به عنوان باندهای سازمان یافته محسوب نمی‌شوند؛ و همچنین یک گروه سازمان یافته که عمل هماهنگی بین باندهای تبهکاری در کشورهای مختلف که درگیر معامله مواد مخدر یا روسپی گری هستند را عهده‌دار است به عنوان باند بحساب نمی‌آید. 

## گانگسترهای معروف
در میان گانگسترهای فراوانی که در زمان خود توجه رسانه‌ها ومردم را بخود جلب کرده‌اند گانگسترهایی هستند که به حدی به شهرت رسیدند که از زندگی آن‌ها فیلم‌هایی نیز ساخته شده‌است.
- جان همیلتن کانادایی (به انگلیسی:John Hamilton) (تولد ۱۸۹۹- مرگ ۳۰ آوریل ۱۹۳۴).[۹]
- جان دیلینگر آمریکایی (به انگلیسی: John Dillinger) (تولد:۲۲ ژوئن ۱۹۰۳ – مرگ: ۲۲ ژوئیه ۱۹۳۴)[۱۰]
- پابلو اسکوبار قاچاقچی میلیاردر کلمبیایی که از او با عنوان مافیای کلمبیا یاد می شود(به انگلیسی: Pablo Escobar) (تولد: ۱ دسامبر ۱۹۴۹ – مرگ: ۲ دسامبر۱۹۹۳)[۱۱]
- فرانک کاستلو ایتالیایی (به انگلیسی: Frank Costello) (تولد: ۲۶ ژانویه ۱۸۹۱ - مرگ: ۱۸ فوریه ۱۹۷۳)[۱۲]
- آل کاپون ایتالیایی-آمریکایی (به انگلیسی: Al Capone) (تولد: ۱۷ ژانویه ۱۸۹۹ - مرگ: ۲۵ ژانویه ۱۹۴۷).[۱۳]

## فیلم‌ها و سریال‌ها با موضوع گانگسترها

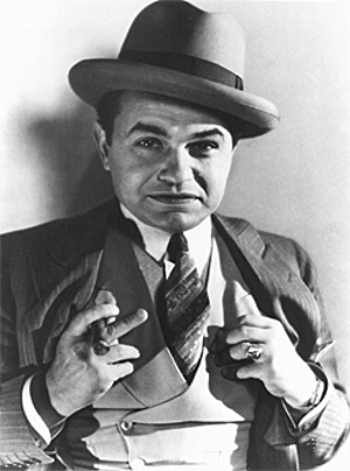
ادوارد جی. رابینسون - ۱۹۳۱- بازیگر معروف نقش گانگستر درچندین فیلم هالیوودی

گانگسترها موضوع فیلم‌های بسیاری شدند خصوصاً میان سال‌های ۱۹۳۰ تا ۱۹۶۰ و حتی تا به امروز نیز همچنان زندگی گانگسترها مورد توجه فیلم سازان است و به روش‌های مختلف به ارائه روش زندگی آن‌ها می‌پردازند.

چند فیلم از این عبارتند از:
- سزار کوچک
- ترور جسی جیمز به‌وسیله رابرت فورد بزدل[۱۴]
- شش سگ گانگستر[۱۵]
- پدرخوانده[۱۶]
- رفقای خوب[۱۷]
- صورت‌زخمی[۱۸][۱۹]
- پیکی بلایندرز
- دستهٔ سیسیلی‌ها[۲۰]
- گانگستر آمریکایی[۲۱]
- سوپرانوز
- امپراتوری بوردواک
- دشمنان ملت
- شهر خدا
- عشاء ربانی سیاه
- دانی براسکو